# 왕중황 (배우)
왕중황(중국어 정체자: 王中皇, 병음: Wáng Zhōnghuáng, Wang Chung-Huang, 1959년 12월 18일 ~ )은 대만의 배우이다.

## 방송
- Q18양자예언
- 천도
- 대만X당안
- 시정호문